# Pałac Hatzfeldów we Wrocławiu
Pałac Hatzfeldtów – budynek przy ulicy Wita Stwosza 32 we Wrocławiu, pozostałość siedziby książęcej rodziny Hatzfeldów, zaadaptowana po II wojnie światowej przez Edmunda Małachowicza na siedzibę galerii sztuki współczesnej Awangarda.

## Pałac barokowy

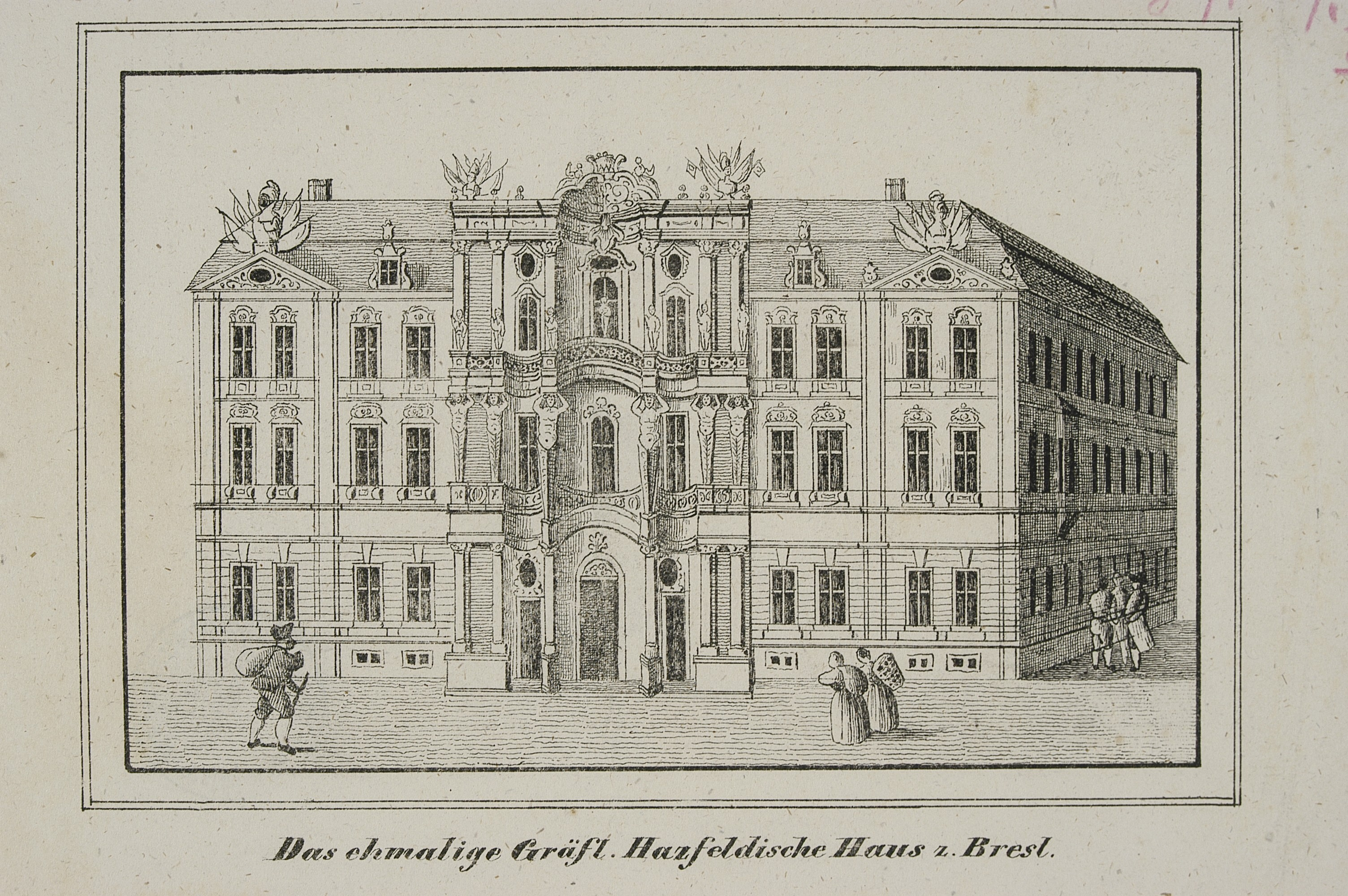
Barokowy Pałac Franza von Hatzfelda

W latach 1715–1719, na połączonej działce nr 31–32, wzniesiono pałac w stylu barokowym według projektu Christopha Hacknera dla hrabiego Franza von Hatzfelda (1676–1738). Nie zajmował on całej szerokości kwartału, na działce zachodniej znajdowała się siedziba kurii książąt oleśnicko-wirtemberskich. Budynek padł w 1760 ofiarą wojny siedmioletniej (spłonął w wyniku ostrzału podczas austriackiego oblężenia). Oba budynki (pałac i dawną kurię) w latach 1763–1764 rozebrano.

## Pałac klasycystyczny

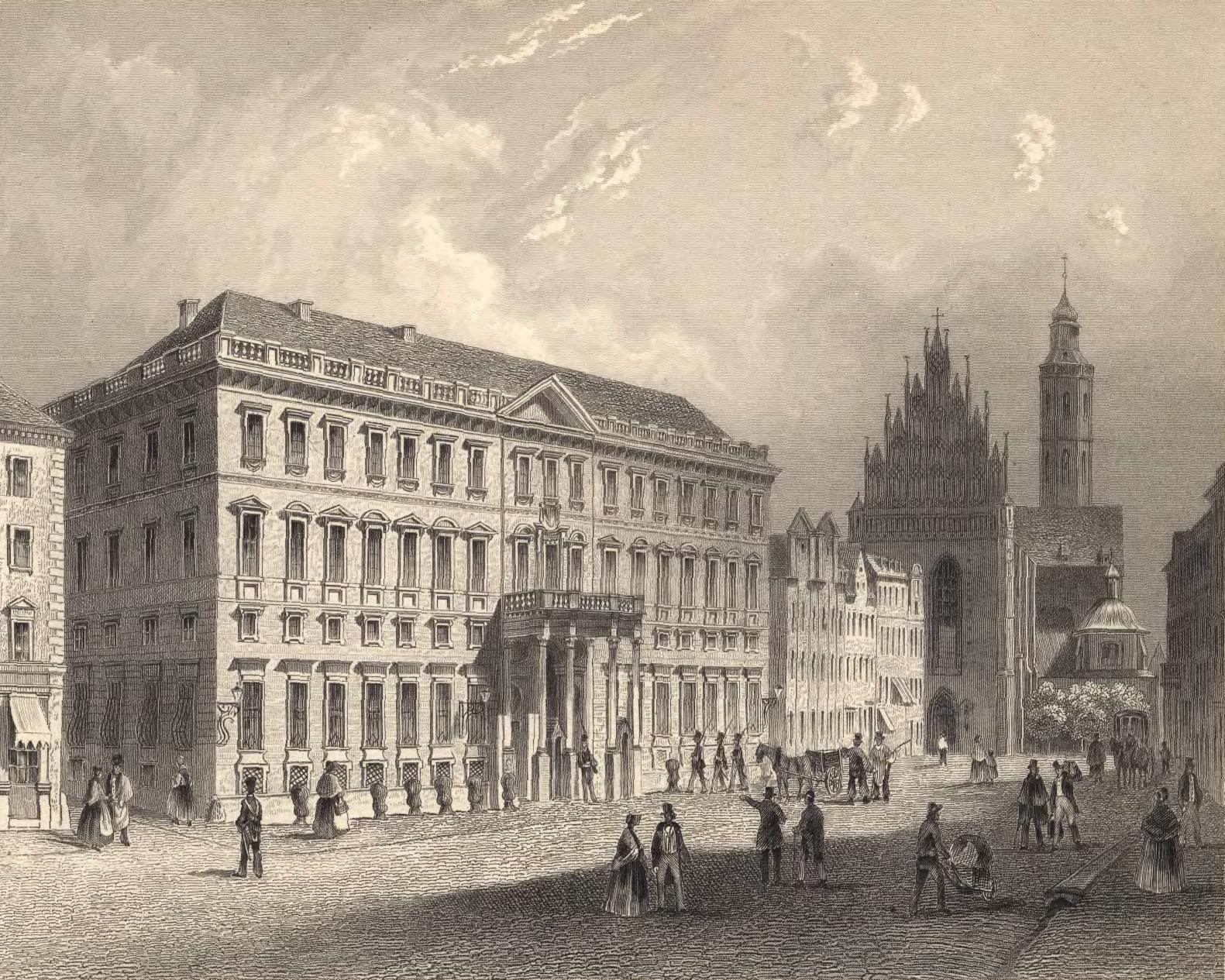
Klasycystyczny Pałac Hatzfeldtów, rys. Carl Würbs (1807–1876); Ludwig Rohbock (1824–1893), XIX wiek

W latach 1765–1773 (lub 1764–1774) wzniesiono nowy pałac dla księcia Franza Philippa Adriana von Hatzfelda (1717–1779). Nad jego projektem czuwał jeden z najwybitniejszych architektów niemieckich, Carl Gotthard Langhans. Projekt, który okazał się prekursorskim dziełem wczesnego klasycyzmu i neorenesansu we Wrocławiu, przyniósł późniejszemu autorowi berlińskiej Bramy Brandenburskiej znaczny rozgłos.
Odbudowana rezydencja zaliczała się do największych tego typu obiektów nie tylko we Wrocławiu, ale w całym regionie. Zajmowała już całą szerokość kwartału pomiędzy ulicami Krowią a św. Wita. Trzy kondygnacje i mezzanino czyniło z miejskiej siedziby Hatzfeldtów znaczący element architektury miasta. Zdyscyplinowana elewacja, nawiązująca do najlepszych wzorów włoskich, należała do najwybitniejszych współczesnych realizacji na skalę europejską.
W 1802 pałac zakupiło miasto i przeznaczyło na siedzibę władz prowincjonalnych i okręgowych. Do budynku, z budynku Kamery Cesarskiej znajdującej się przy placu Biskupa Nankiera 4, przeniesiony został Urząd Kamery Królewsko-Pruskiej. Część jego pomieszczeń zajmowała Kamera Wojenna i Dominialna, przekształcona w lutym 1809 w rejencję wrocławską.

## Po wojnie
W czasie oblężenia Festung Breslau pałac został bardzo poważnie zniszczony. Na Nowym Targu znajdowała się bateria artylerii. Obawiano się, że pociski mogą zawadzać o budynek, wysadzono więc jego wyższe kondygnacje, aby ułatwić ostrzał. Główna fasada była odspojona i ostatecznie runęła w 1946. Wojnę przetrwał jednak nie tylko portyk balkonowy, hall i boczna ściana od ul. Krowiej, ale cały parter, którego znaczną część rozebrano ze względu na zapotrzebowanie na cegłę do odbudowy Warszawy. Ocalała jedynie sklepiona sień z zabytkowymi kolumnami pochodzącymi z wcześniejszej siedziby Piastów.
Ruiny pałacu Hatzfeldtów przez kilkanaście lat po wojnie pełniły rolę planu zdjęciowego. Wrocławska Wytwórnia Filmów Fabularnych organizowała tu ujęcia niektórych filmów wojennych, w których miejsce to służyło jako filmowe miejsce akcji.
Początkowo planowano pełną odbudowę pałacu, powstały nawet bardzo konkretne projekty, później jednak zaniechano odbudowy, m.in. z tego powodu, że był on m.in. siedzibą gauleitera Karla Hankego. Architekci i historycy sztuki, w tym Edmund Małachowicz, próbowali uratować Pałac przed ideologicznym wyrokiem, argumentując, że potomek rodu Hatzfeldtów pomagał królowi polskiemu w jednej z bitew a architekt Langhans to w rzeczywistości rodowity Ślązak, nazywający się Jan Długi. Nic to nie dało i władze zatwierdziły projekt galerii BWA autorstwa Małachowicza (trzeci z kolei, dwa pierwsze zakładały odbudowę pałacu). Projekt ten opracowano jednak w taki sposób, by ocalić jak najwięcej z istniejącej ruiny i nie zamykać drogi do późniejszej rekonstrukcji.
Pod koniec lat 60. XX wieku, ruiny zostały usunięte, pozostawiono jedynie niepełny obrysu rzutu parteru i półpiętra. Blisko 50 lat budynek mieścił galerię sztuki współczesnej „Awangarda”. W 2019 roku budynek został przeznaczony do remontu ze względu na zły stan techniczny, a galerię przeniesiono na dworzec główny PKP.

## Remont w 2006
W 2006 w pałacu dokonano pewnych prac remontowych: wymieniono stolarkę okienną oraz drzwi, a także ocieplono fragment przedniej fasady i zamontowano na szczytach przeszklonych galerii jaskrawoczerwone żaluzje. Efekt tego remontu wywołał jednak kontrowersje wśród mieszkańców.

## Rekonstrukcja
W marcu 2007 Rada Miejska Wrocławia wydała uchwałę o przygotowaniu postępowania administracyjnego w sprawie wydania decyzji o ustaleniu lokalizacji inwestycji polegającej na odbudowie historycznego budynku. Według zapisów w budżecie miasta, przygotowania do odbudowy miały trwać w latach 2007–2008, a prace budowlane w latach przewidziano na lata 2008–2009 po zakończeniu których miano ulokować biura Urzędu Miasta Wrocławia. Ze względu na brak wystarczających środków finansowych, odbudowa została przełożona na bliżej nieokreśloną przyszłość.
W kwietniu 2021 działka wraz z pozostałościami pałacu zostały wystawione na przetarg w cenie wywoławczej 37 800 000 zł. Przetarg wygrała spółka Rafin, która niedługo potem ogłosiła, że pałac zostanie odbudowany wedle projektu pracowni GREG. Architekci, a w środku znajdzie się pięciogwiazdkowy hotel.